# Buckley (lớp tàu hộ tống khu trục)
Lớp tàu hộ tống khu trục Buckley bao gồm 102 tàu hộ tống khu trục được Hải quân Hoa Kỳ chế tạo vào những năm 1943 – 1944. Chúng phục vụ trong Chiến tranh thế giới thứ hai như những tàu hộ tống vận tải và chiến tranh chống ngầm. Chiếc USS Buckley dẫn đầu được hạ thủy ngày 9 tháng 1 năm 1943. Các con tàu được trang bị động cơ turbine-điện General Electric, từng bộ phận được tiền chế tại nhiều nhà máy khác nhau khắp Hoa Kỳ, rồi được vận chuyển và lắp ghép hàn lại tại xưởng tàu, giúp rút ngắn thời gian chế tạo.
Buckley là lớp tàu hộ tống khu trục thứ hai, tiếp theo sau lớp Evarts. Một trong những khác biệt chính trong thiết kế là lườn tàu được kéo dài hơn đáng kể, một thành công lớn của lớp Buckley nên được tiếp tục áp dụng cho mọi lớp tàu hộ tống khu trục tiếp theo sau. Lớp này còn được gọi là kiểu TE (Turbo Electric), mà sau này được thay bằng cấu hình động cơ diesel-điện trên thiết kế lớp Cannon tiếp nối (DET: Diesel Electric).
Có tổng cộng 154 chiếc được đặt hàng, trong đó 6 chiếc được hoàn tất như những tàu vận chuyển cao tốc ("APD"). Có thêm 37 chiếc được cải biến sau khi hoàn tất cùng 46 chiếc lớp Buckley được chuyển giao cho Hải quân Hoàng gia Anh theo Chương trình Cho thuê-Cho mượn (Lend-Lease). 46 chiếc này được xếp lớp như những tàu frigate và đặt tên theo các hạm trưởng Hải quân Hoàng gia Anh thời Chiến tranh Napoleon, hình thành nên một phần của lớp Captain cùng với chiếc Lend-Lease khác thuộc lớp Evarts.
Sau chiến tranh, một số lớn những chiếc còn sống sót được chuyển cho Đài Loan, Hàn Quốc, Chile, Mexico và các nước đồng minh khác. Những chiếc khác được giữ lại trong thành phần dự bị của Hải quân Hoa Kỳ cho đến khi được rút đăng bạ và tháo dỡ.

## Vũ khí trang bị
Dàn vũ khí chính của lớp Buckley bao gồm ba khẩu pháo 3 in (76 mm)/50 cal đặt trên các bệ Mark 22 dạng mở. Chúng bắn ra các loại đạn pháo đơn năng cố định (phòng không, xuyên thép hoặc đạn pháo sáng); và có tầm bắn tối đa 14.600 thước Anh (13.400 m) ở góc nâng 45 độ và trần bắn phòng không 28.000 foot (8.500 m).
Năng lực phòng không của lớp Buckley còn được tăng cường bằng bốn khẩu 1,1 inch/75 caliber hoặc hai khẩu Bofors 40 mm bố trí tại vị trí 'X'; tuy nhiên chúng không được trang bị cho những chiếc lớp Captain chuyển giao cho Anh Quốc. Tám khẩu Oerlikon 20 mm được bố trí, bao gồm: hai khẩu đặt ngay trước cầu tàu, phía sau và bên trên tháp pháo B; hai khẩu đặt hai bên tháp pháo B trên các bệ nhô; và hai khẩu đặt mỗi bên mạn trên các bệ nhô phía sau ống kói. Một số chiếc trong lớp còn được tăng cường một hoặc hai khẩu Oerlikon bố trí bên trên cấu trúc thượng tầng phía giữa tàu. Những chiếc lớp Captain được bổ sung thêm pháo 20 mm tại vị trí 'X'.
Nhằm mục đích chống ngầm, lớp Buckley được trang bị Hedgehog, một kiểu súng cối chống ngầm do Anh Quốc thiết kế, có khả năng bắn ra 24 quả đạn cối ra phía trước tàu; dàn cối này được đặt phía trước tàu ngay sau tháp pháo 'A'. Con tàu còn mang theo 200 quả mìn sâu, được thả từ hai đường ray kép bố trí hai bên mạn phía đuôi tàu, mỗi đường ray chứa tối đa 24 quả mìn. Mìn còn có thể phóng ra từ 8 máy phóng mìn K-gun bố trí hai bên mạn tàu ngay phía trước các đường ray, mỗi máy phóng có sức chứa 5 quả mìn. Những chiếc lớp Captain chỉ trang bị hai máy phóng mìn K-gun, nhưng sau khi được chuyển giao sang Anh, chúng được cải biến để kéo dài các đường ray thả mìn cho đến tận giữa tàu, tăng khả năng chứa lên đến 60 quả mìn sâu.
Lớp Buckley còn được trang bị ba ống phóng ngư lôi Mark 15 21 inch (533 mm), đặt trên bệ ba nòng bố trí ngay sau ống khói.

## Những chiếc trong lớp
| Tên (số hiệu lườn)                       | Xưởng đóng tàu                                             | Đặt lườn          | Hạ thủy           | Nhập biên chế     | Xuất biên chế     | Số phận |
| ---------------------------------------- | ---------------------------------------------------------- | ----------------- | ----------------- | ----------------- | ----------------- | --- |
| Buckley (DE-51)                          | Bethlehem Shipbuilding Corporation, Hingham, Massachusetts | 21 tháng 7, 1942  | 9 tháng 1, 1943   | 30 tháng 4, 1943  | 3 tháng 7, 1946   | Xếp lại lớp DER-51 26 tháng 4, 1949; xếp lại lớp DE-51 29 tháng 9, 1954. Rút đăng bạ 1 tháng 6, 1968; bán để tháo dỡ tháng 7, 1969                                                                     |
| Charles Lawrence (DE-53)                 | Bethlehem Shipbuilding Corporation, Hingham, Massachusetts | 1 tháng 8, 1942   | 16 tháng 2, 1943  | 31 tháng 5, 1943  |                   | Cải biến thành tàu vận chuyển cao tốc; xếp lại lớp APD-37 23 tháng 10, 1944 |
| Daniel T. Griffin (DE-54)                | Bethlehem Shipbuilding Corporation, Hingham, Massachusetts | 7 tháng 9, 1942   | 25 tháng 2, 1943  | 9 tháng 6, 1943   |                   | Cải biến thành tàu vận chuyển cao tốc; xếp lại lớp APD-38 23 tháng 10, 1944 |
| Donnell (DE-56)                          | Bethlehem Shipbuilding Corporation, Hingham, Massachusetts | 27 tháng 11, 1942 | 13 tháng 3, 1943  | 26 tháng 6, 1943  | 23 tháng 10, 1945 | Trúng ngư lôi từ tàu ngầm U-473 3 tháng 5, 1944; xếp lại lớp IX-182 15 tháng 7, 1944; phục vụ như nhà máy điện nổi tại Cherbourg, Pháp. Rút đăng bạ 10 tháng 11, 1945; bán để tháo dỡ 29 tháng 4, 1946 |
| Fogg (DE-57)                             | Bethlehem Shipbuilding Corporation, Hingham, Massachusetts | 4 tháng 12, 1942  | 20 tháng 3, 1943  | 7 tháng 7, 1943   | 27 tháng 10, 1947 | Xếp lại lớp DER-57 18 tháng 3, 1949; xếp lại lớp DE-57 28 tháng 10, 1954. Rút đăng bạ 1 tháng 4, 1965; bán để tháo dỡ 4 tháng 1, 1966                                                                  |
| Foss (DE-59)                             | Bethlehem Shipbuilding Corporation, Hingham, Massachusetts | 31 tháng 12, 1942 | 10 tháng 4, 1943  | 23 tháng 7, 1943  | 30 tháng 10, 1957 | Rút đăng bạ 1 tháng 11, 1965 và bán để tháo dỡ |
| Gantner (DE-60)                          | Bethlehem Shipbuilding Corporation, Hingham, Massachusetts | 31 tháng 12, 1942 | 17 tháng 4, 1943  | 29 tháng 7, 1943  |                   | Cải biến thành tàu vận chuyển cao tốc, xếp lại lớp APD-42 23 tháng 2, 1945 |
| George W. Ingram (DE-62)                 | Bethlehem Shipbuilding Corporation, Hingham, Massachusetts | 6 tháng 2, 1943   | 8 tháng 5, 1943   | 11 tháng 8, 1943  |                   | Cải biến thành tàu vận chuyển cao tốc, xếp lại lớp APD-43 23 tháng 2, 1945 |
| Ira Jeffery (ex-Jeffery) (DE-63)         | Bethlehem Shipbuilding Corporation, Hingham, Massachusetts | 13 tháng 2, 1943  | 15 tháng 5, 1943  | 15 tháng 8, 1943  |                   | Cải biến thành tàu vận chuyển cao tốc, xếp lại lớp APD-44 23 tháng 2, 1945 |
| Lee Fox (DE-65)                          | Bethlehem Shipbuilding Corporation, Hingham, Massachusetts | 1 tháng 3, 1943   | 29 tháng 5, 1943  | 30 tháng 8, 1943  |                   | Cải biến thành tàu vận chuyển cao tốc, xếp lại lớp APD-45 31 tháng 7, 1944 |
| Amesbury (DE-66)                         | Bethlehem Shipbuilding Corporation, Hingham, Massachusetts | 8 tháng 3, 1943   | 6 tháng 6, 1943   | 31 tháng 8, 1943  |                   | Cải biến thành tàu vận chuyển cao tốc, xếp lại lớp APD-46 31 tháng 7, 1944 |
| Bates (DE-68)                            | Bethlehem Shipbuilding Corporation, Hingham, Massachusetts | 29 tháng 3, 1943  | 6 tháng 6, 1943   | 12 tháng 9, 1943  |                   | Cải biến thành tàu vận chuyển cao tốc, xếp lại lớp APD-47 31 tháng 7, 1944; bị kamikaze đánh chìm tại Okinawa 25 tháng 5, 1945                                                                         |
| Blessman (DE-69)                         | Bethlehem Shipbuilding Corporation, Hingham, Massachusetts | 22 tháng 3, 1943  | 19 tháng 6, 1943  | 19 tháng 9, 1943  |                   | Cải biến thành tàu vận chuyển cao tốc, xếp lại lớp APD-48 31 tháng 7, 1944 |
| Joseph E. Campbell (ex-Campbell) (DE-70) | Bethlehem Shipbuilding Corporation, Hingham, Massachusetts | 29 tháng 3, 1943  | 26 tháng 6, 1943  | 23 tháng 9, 1943  |                   | Cải biến thành tàu vận chuyển cao tốc, xếp lại lớp APD-49 24 tháng 11, 1944 |
| Reuben James (DE-153)                    | Xưởng đóng tàu Hải quân Norfolk                            | 7 tháng 9, 1942   | 6 tháng 2, 1943   | 1 tháng 4, 1943   | 11 tháng 10, 1947 | Rút đăng bạ 30 tháng 6, 1968; đánh chìm như mục tiêu 1 tháng 3, 1971 |
| Sims (DE-154)                            | Xưởng đóng tàu Hải quân Norfolk                            | 7 tháng 9, 1942   | 6 tháng 2, 1943   | 24 tháng 4, 1943  |                   | Cải biến thành tàu vận chuyển cao tốc, xếp lại lớp APD-50 25 tháng 9, 1944 |
| Hopping (DE-155)                         | Xưởng đóng tàu Hải quân Norfolk                            | 15 tháng 12, 1942 | 10 tháng 3, 1943  | 21 tháng 5, 1943  |                   | Cải biến thành tàu vận chuyển cao tốc, xếp lại lớp APD-51 25 tháng 9, 1944 |
| Reeves (DE-156)                          | Xưởng đóng tàu Hải quân Norfolk                            | 7 tháng 2, 1943   | 22 tháng 4, 1943  | 9 tháng 5, 1943   |                   | Cải biến thành tàu vận chuyển cao tốc, xếp lại lớp APD-52 25 tháng 9, 1944 |
| Fechteler (DE-157)                       | Xưởng đóng tàu Hải quân Norfolk                            | 7 tháng 2, 1943   | 22 tháng 4, 1943  | 1 tháng 7, 1943   |                   | Bị tàu ngầm U-967 đánh chìm tại Oran, Algeria 5 tháng 5, 1944 |
| Chase (DE-158)                           | Xưởng đóng tàu Hải quân Norfolk                            | 16 tháng 3, 1943  | 24 tháng 4, 1943  | 18 tháng 7, 1943  |                   | Cải biến thành tàu vận chuyển cao tốc, xếp lại lớp APD-54 28 tháng 11, 1944 |
| Laning (DE-159)                          | Xưởng đóng tàu Hải quân Norfolk                            | 23 tháng 4, 1943  | 4 tháng 7, 1943   | 1 tháng 8, 1943   |                   | Cải biến thành tàu vận chuyển cao tốc, xếp lại lớp APD-55 28 tháng 11, 1944 |
| Loy (DE-160)                             | Xưởng đóng tàu Hải quân Norfolk                            | 23 tháng 4, 1943  | 4 tháng 7, 1943   | 12 tháng 9, 1943  |                   | Cải biến thành tàu vận chuyển cao tốc, xếp lại lớp APD-56 23 tháng 10, 1944 |
| Barber (DE-161)                          | Xưởng đóng tàu Hải quân Norfolk                            | 27 tháng 4, 1943  | 20 tháng 5, 1943  | 10 tháng 10, 1943 |                   | Cải biến thành tàu vận chuyển cao tốc, xếp lại lớp APD-57 23 tháng 10, 1944. Bán cho Mexico in 17 tháng 2, 1969                                                                                        |
| Lovelace (DE-198)                        | Xưởng đóng tàu Hải quân Norfolk                            | 22 tháng 5, 1943  | 4 tháng 7, 1943   | 7 tháng 11, 1943  | 22 tháng 5, 1946  | Đánh chìm như mục tiêu ngoài khơi California, 25 tháng 4, 1968 |
| Manning (DE-199)                         | Xưởng đóng tàu Hải quân Charleston                         | 15 tháng 2, 1943  | 1 tháng 6, 1943   | 1 tháng 10, 1943  | 15 tháng 1, 1947  | Rút đăng bạ 31 tháng 7, 1968; bán để tháo dỡ 27 tháng 10, 1969 |
| Neuendorf (DE-200)                       | Xưởng đóng tàu Hải quân Charleston                         | 15 tháng 2, 1943  | 1 tháng 6, 1943   | 18 tháng 10, 1943 | 14 tháng 5, 1946  | Rút đăng bạ 1 tháng 7, 1967 |
| James E. Craig (DE-201)                  | Xưởng đóng tàu Hải quân Charleston                         | 15 tháng 4, 1943  | 22 tháng 7, 1943  | 1 tháng 11, 1943  | 2 tháng 7, 1946   | Rút đăng bạ 30 tháng 7, 1968; đánh chìm như mục tiêu ngoài khơi California tháng 2, 1969 |
| Eichenberger (DE-202)                    | Xưởng đóng tàu Hải quân Charleston                         | 15 tháng 4, 1943  | 22 tháng 7, 1943  | 17 tháng 11, 1943 | 14 tháng 5, 1946  | Rút đăng bạ 1 tháng 12, 1972; bán để tháo dỡ 1 tháng 11, 1973 |
| Thomason (DE-203)                        | Xưởng đóng tàu Hải quân Charleston                         | 5 tháng 6, 1943   | 23 tháng 8, 1943  | 10 tháng 12, 1943 | 22 tháng 5, 1946  | Rút đăng bạ 30 tháng 6, 1968; bán để tháo dỡ 30 tháng 6, 1969 |
| Jordan (DE-204)                          | Xưởng đóng tàu Hải quân Charleston                         | 5 tháng 6, 1943   | 23 tháng 8, 1943  | 17 tháng 12, 1943 | 19 tháng 12, 1945 | Rút đăng bạ 8 tháng 1, 1946; bán để tháo dỡ 10 tháng 7, 1947 |
| Newman (DE-205)                          | Xưởng đóng tàu Hải quân Charleston                         | 8 tháng 6, 1943   | 9 tháng 8, 1943   | 26 tháng 11, 1943 |                   | Cải biến thành tàu vận chuyển cao tốc, xếp lại lớp APD-59 5 tháng 7, 1944 |
| Liddle (DE-206)                          | Xưởng đóng tàu Hải quân Charleston                         | 12 tháng 6, 1943  | 9 tháng 8, 1943   | 6 tháng 12, 1943  |                   | Cải biến thành tàu vận chuyển cao tốc, xếp lại lớp APD-60 5 tháng 7, 1944 |
| Kephart (DE-207)                         | Xưởng đóng tàu Hải quân Charleston                         | 12 tháng 5, 1943  | 6 tháng 9, 1943   | 7 tháng 1, 1944   |                   | Cải biến thành tàu vận chuyển cao tốc, xếp lại lớp APD-61 5 tháng 7, 1944 |
| Cofer (DE-208)                           | Xưởng đóng tàu Hải quân Charleston                         | 12 tháng 5, 1943  | 6 tháng 9, 1943   | 19 tháng 1, 1944  |                   | Cải biến thành tàu vận chuyển cao tốc, xếp lại lớp APD-62 5 tháng 7, 1944 |
| Lloyd (DE-209)                           | Xưởng đóng tàu Hải quân Charleston                         | 26 tháng 7, 1943  | 23 tháng 10, 1943 | 11 tháng 2, 1944  |                   | Cải biến thành tàu vận chuyển cao tốc, xếp lại lớp APD-63 5 tháng 7, 1944 |
| Otter (DE-210)                           | Xưởng đóng tàu Hải quân Charleston                         | 26 tháng 7, 1943  | 23 tháng 10, 1943 | 21 tháng 2, 1944  | tháng 1, 1947     | Đánh chìm như mục tiêu ngoài khơi Puerto Rico 10 tháng 7, 1970 |
| Hubbard (DE-211)                         | Xưởng đóng tàu Hải quân Charleston                         | 11 tháng 8, 1943  | 11 tháng 11, 1943 | 6 tháng 3, 1944   |                   | Cải biến thành tàu vận chuyển cao tốc, xếp lại lớp APD-53 1 tháng 6, 1945 |
| Hayter (DE-212)                          | Xưởng đóng tàu Hải quân Charleston                         | 11 tháng 8, 1943  | 11 tháng 11, 1943 | 16 tháng 3, 1944  |                   | Cải biến thành tàu vận chuyển cao tốc, xếp lại lớp APD-80 1 tháng 6, 1945 |
| William T. Powell (DE-213)               | Xưởng đóng tàu Hải quân Charleston                         | 26 tháng 8, 1943  | 27 tháng 11, 1943 | 28 tháng 3, 1944  | 9 tháng 12, 1949  | Xếp lại lớp DER-213 18 tháng 3, 1949; xếp lại lớp DE-213 1 tháng 12, 1954. Rút đăng bạ 1 tháng 11, 1965; bán để tháo dỡ 3 tháng 10, 1966                                                               |
| William T. Powell (DE-213)               | Xưởng đóng tàu Hải quân Charleston                         | 26 tháng 8, 1943  | 27 tháng 11, 1943 | 28 tháng 11, 1950 | 17 tháng 1, 1958  | Xếp lại lớp DER-213 18 tháng 3, 1949; xếp lại lớp DE-213 1 tháng 12, 1954. Rút đăng bạ 1 tháng 11, 1965; bán để tháo dỡ 3 tháng 10, 1966                                                               |
| Scott (DE-214)                           | Xưởng đóng tàu Hải quân Philadelphia                       | 1 tháng 1, 1943   | 3 tháng 4, 1943   | 20 tháng 7, 1943  | 3 tháng 3, 1947   | Cải biến thành tàu vận chuyển cao tốc và xếp lại lớp APD-64 hủy bỏ 10 tháng 9, 1945. Rút đăng bạ 1 tháng 7, 1965; bán để tháo dỡ 20 tháng 1, 1967                                                      |
| Burke (DE-215)                           | Xưởng đóng tàu Hải quân Philadelphia                       | 1 tháng 1, 1943   | 3 tháng 4, 1943   | 20 tháng 8, 1943  |                   | Cải biến thành tàu vận chuyển cao tốc, xếp lại lớp APD-65 24 tháng 1, 1945 |
| Enright (DE-216)                         | Xưởng đóng tàu Hải quân Philadelphia                       | 22 tháng 2, 1943  | 29 tháng 5, 1943  | 21 tháng 9, 1943  |                   | Cải biến thành tàu vận chuyển cao tốc, xếp lại lớp APD-66 24 tháng 1, 1945 |
| Coolbaugh (DE-217)                       | Xưởng đóng tàu Hải quân Philadelphia                       | 22 tháng 2, 1943  | 29 tháng 5, 1943  | 15 tháng 10, 1943 | 21 tháng 2, 1960  | Rút đăng bạ 1 tháng 7, 1972, bán để tháo dỡ 17 tháng 8, 1973 |
| Darby (DE-218)                           | Xưởng đóng tàu Hải quân Philadelphia                       | 22 tháng 2, 1943  | 29 tháng 5, 1943  | 15 tháng 11, 1943 | 28 tháng 4, 1947  | Rút đăng bạ 23 tháng 9, 1968; đánh chìm như mục tiêu 24 tháng 5, 1970 |
| Darby (DE-218)                           | Xưởng đóng tàu Hải quân Philadelphia                       | 22 tháng 2, 1943  | 29 tháng 5, 1943  | 24 tháng 10, 1950 | 23 tháng 9, 1968  | Rút đăng bạ 23 tháng 9, 1968; đánh chìm như mục tiêu 24 tháng 5, 1970 |
| J. Douglas Blackwood (DE-219)            | Xưởng đóng tàu Hải quân Philadelphia                       | 22 tháng 2, 1943  | 29 tháng 5, 1943  | 15 tháng 12, 1943 | 20 tháng 4, 1946  | Rút đăng bạ 30 tháng 1, 1970; đánh chìm như mục tiêu 20 tháng 7, 1970 |
| J. Douglas Blackwood (DE-219)            | Xưởng đóng tàu Hải quân Philadelphia                       | 22 tháng 2, 1943  | 29 tháng 5, 1943  | 5 tháng 2, 1951   | 30 tháng 1, 1970  | Rút đăng bạ 30 tháng 1, 1970; đánh chìm như mục tiêu 20 tháng 7, 1970 |
| Francis M. Robinson (DE-220)             | Xưởng đóng tàu Hải quân Philadelphia                       | 22 tháng 2, 1943  | 29 tháng 5, 1943  | 15 tháng 1, 1944  | 20 tháng 6, 1960  | Rút đăng bạ 1 tháng 7, 1972; bán để tháo dỡ 12 tháng 7, 1973 |
| Solar (DE-221)                           | Xưởng đóng tàu Hải quân Philadelphia                       | 22 tháng 2, 1943  | 29 tháng 5, 1943  | 15 tháng 2, 1944  | 21 tháng 5, 1946  | Bị phá hủy do nổ đạn dược tại New Jersey 30 tháng 4, 1946. Đánh đắm ngoài biển 9 tháng 6, 1946 |
| Fowler (DE-222)                          | Xưởng đóng tàu Hải quân Philadelphia                       | 5 tháng 4, 1943   | 3 tháng 7, 1943   | 15 tháng 3, 1944  | 28 tháng 6, 1946  | Rút đăng bạ 1 tháng 7, 1965; bán để tháo dỡ 29 tháng 12, 1966 |
| Spangenberg (DE-223)                     | Xưởng đóng tàu Hải quân Philadelphia                       | 5 tháng 4, 1943   | 3 tháng 7, 1943   | 15 tháng 4, 1943  | 18 tháng 7, 1947  | Xếp lại lớp DER-223 tháng 3, 1949; xếp lại lớp DE-223 1 tháng 12, 1954. Rút đăng bạ 1 tháng 11, 1965; bán để tháo dỡ 3 tháng 10, 1966                                                                  |
| Ahrens (DE-575)                          | Bethlehem Shipbuilding Corporation, Hingham, Massachusetts | 5 tháng 11, 1943  | 21 tháng 12, 1943 | 12 tháng 2, 1944  | 24 tháng 6, 1946  | Rút đăng bạ 1 tháng 4, 1965; bán để tháo dỡ 20 tháng 1, 1967 |
| Barr (DE-576)                            | Bethlehem Shipbuilding Corporation, Hingham, Massachusetts | 5 tháng 11, 1943  | 28 tháng 12, 1943 | 16 tháng 2, 1944  |                   | Cải biến thành tàu vận chuyển cao tốc, xếp lại lớp APD-39 31 tháng 7, 1944 |
| Alexander J. Luke (DE-577)               | Bethlehem Shipbuilding Corporation, Hingham, Massachusetts | 5 tháng 11, 1943  | 28 tháng 12, 1943 | 19 tháng 2, 1944  | 18 tháng 10, 1947 | Xếp lại lớp DER-577 7 tháng 12, 1945; xếp lại lớp DE-577 tháng 8, 1954. Rút đăng bạ 1 tháng 5, 1970; đánh chìm như mục tiêu 22 tháng 10, 1970                                                          |
| Robert I. Paine (DE-578)                 | Bethlehem Shipbuilding Corporation, Hingham, Massachusetts | 5 tháng 11, 1943  | 30 tháng 12, 1943 | 26 tháng 2, 1944  | 21 tháng 11, 1947 | Xếp lại lớp DER-578 18 tháng 3, 1949; xếp lại lớp DE-578 1 tháng 12, 1954. Rút đăng bạ 1 tháng 6, 1968; bán để tháo dỡ 18 tháng 7, 1969                                                                |
| Foreman (DE-633)                         | Bethlehem Shipbuilding Corporation, San Francisco          | 9 tháng 3, 1943   | 1 tháng 8, 1943   | 22 tháng 10, 1943 | 28 tháng 6, 1946  | Rút đăng bạ 1 tháng 4, 1965; bán để tháo dỡ 1966 |
| Whitehurst (DE-634)                      | Bethlehem Shipbuilding Corporation, San Francisco          | 21 tháng 3, 1943  | 5 tháng 9, 1943   | 19 tháng 11, 1943 | 27 tháng 11, 1946 | Rút đăng bạ 12 tháng 7, 1969; đánh chìm như mục tiêu 28 tháng 4, 1971 |
| Whitehurst (DE-634)                      | Bethlehem Shipbuilding Corporation, San Francisco          | 21 tháng 3, 1943  | 5 tháng 9, 1943   | 1 tháng 9, 1950   | 6 tháng 12, 1958  | Rút đăng bạ 12 tháng 7, 1969; đánh chìm như mục tiêu 28 tháng 4, 1971 |
| Whitehurst (DE-634)                      | Bethlehem Shipbuilding Corporation, San Francisco          | 21 tháng 3, 1943  | 5 tháng 9, 1943   | 2 tháng 10, 1961  | 1 tháng 8, 1962   | Rút đăng bạ 12 tháng 7, 1969; đánh chìm như mục tiêu 28 tháng 4, 1971 |
| England (DE-635)                         | Bethlehem Shipbuilding Corporation, San Francisco          | 4 tháng 4, 1943   | 26 tháng 9, 1943  | 10 tháng 12, 1943 | 15 tháng 10, 1945 | Xếp lại lớp APD-41 vào giữa năm 1945 nhưng việc cải biến bị hủy bỏ 10 tháng 9, 1945. Rút đăng bạ 1 tháng 11, 1945; bán để tháo dỡ 26 tháng 11, 1946                                                    |
| Witter (DE-636)                          | Bethlehem Shipbuilding Corporation, San Francisco          | 28 tháng 4, 1943  | 17 tháng 10, 1943 | 29 tháng 12, 1943 | 22 tháng 10, 1945 | Xếp lại lớp APD-58 vào giữa năm 1945 nhưng việc cải biến bị hủy bỏ 15 tháng 8, 1945. Rút đăng bạ 16 tháng 11, 1945; bán để tháo dỡ 2 tháng 12, 1946                                                    |
| Bowers (DE-637)                          | Bethlehem Shipbuilding Corporation, San Francisco          | 28 tháng 5, 1943  | 31 tháng 10, 1943 | 27 tháng 1, 1944  |                   | Cải biến thành tàu vận chuyển cao tốc, xếp lại lớp APD-40 25 tháng 6, 1945 |
| Willmarth (DE-638)                       | Bethlehem Shipbuilding Corporation, San Francisco          | 25 tháng 6, 1943  | 21 tháng 11, 1943 | 13 tháng 3, 1944  | 26 tháng 4, 1946  | Rút đăng bạ 1 tháng 12, 1966; bán để tháo dỡ 1 tháng 7, 1968 |
| Gendreau (DE-639)                        | Bethlehem Shipbuilding Corporation, San Francisco          | 1 tháng 8, 1943   | 12 tháng 12, 1943 | 17 tháng 3, 1944  | 13 tháng 3, 1948  | Rút đăng bạ 1 tháng 12, 1972; bán để tháo dỡ 11 tháng 9, 1973 |
| Fieberling (DE-640)                      | Bethlehem Shipbuilding Corporation, San Francisco          | 19 tháng 3, 1944  | 2 tháng 4, 1944   | 11 tháng 4, 1944  | 13 tháng 3, 1948  | Rút đăng bạ 1 tháng 3, 1972; bán để tháo dỡ 20 tháng 11, 1972 |
| William C. Cole (DE-641)                 | Bethlehem Shipbuilding Corporation, San Francisco          | 5 tháng 9, 1943   | 29 tháng 12, 1943 | 12 tháng 5, 1944  | 13 tháng 3, 1948  | Rút đăng bạ 1 tháng 3, 1972; bán để tháo dỡ 20 tháng 11, 1972 |
| Paul G. Baker (DE-642)                   | Bethlehem Shipbuilding Corporation, San Francisco          | 26 tháng 9, 1943  | 12 tháng 3, 1944  | 25 tháng 5, 1944  | 3 tháng 2, 1947   | Rút đăng bạ 1 tháng 12, 1969; bán để tháo dỡ tháng 10, 1970 |
| Damon M. Cummings (DE-643)               | Bethlehem Shipbuilding Corporation, San Francisco          | 17 tháng 10, 1943 | 18 tháng 4, 1944  | 29 tháng 6, 1944  | 3 tháng 2, 1947   | Rút đăng bạ 1 tháng 3, 1972; bán để tháo dỡ 18 tháng 5, 1973 |
| Vammen (DE-644)                          | Bethlehem Shipbuilding Corporation, San Francisco          | 1 tháng 8, 1943   | 21 tháng 5, 1944  | 27 tháng 7, 1944  | 12 tháng 7, 1969  | Rút đăng bạ 12 tháng 7, 1969; đánh chìm như mục tiêu 18 tháng 2, 1971 |
| Jenks (DE-665)                           | Dravo Corporation, Pittsburgh, Pennsylvania                | 12 tháng 5, 1943  | 11 tháng 9, 1943  | 19 tháng 1, 1944  | 26 tháng 6, 1946  | Cải biến thành tàu vận chuyển cao tốc và xếp lại lớp APD-67 hủy bỏ 1944. Rút đăng bạ 1 tháng 2, 1966; bán để tháo dỡ 5 tháng 3, 1968                                                                   |
| Durik (DE-666)                           | Dravo Corporation, Pittsburgh, Pennsylvania                | 22 tháng 6, 1943  | 9 tháng 10, 1943  | 24 tháng 3, 1944  | 15 tháng 6, 1946  | Cải biến thành tàu vận chuyển cao tốc và xếp lại lớp APD-68 hủy bỏ 1944. Rút đăng bạ 1 tháng 6, 1965; bán để tháo dỡ 30 tháng 1, 1967                                                                  |
| Wiseman (DE-667)                         | Dravo Corporation, Pittsburgh, Pennsylvania                | 26 tháng 7, 1943  | 6 tháng 11, 1943  | 4 tháng 4, 1944   | 31 tháng 5, 1946  | Rút đăng bạ 15 tháng 4, 1973; bán để tháo dỡ 29 tháng 4, 1974 |
| Wiseman (DE-667)                         | Dravo Corporation, Pittsburgh, Pennsylvania                | 26 tháng 7, 1943  | 6 tháng 11, 1943  | 11 tháng 9, 1950  | 15 tháng 4, 1973  | Rút đăng bạ 15 tháng 4, 1973; bán để tháo dỡ 29 tháng 4, 1974 |
| Weber (DE-675)                           | Bethlehem, Fore River Shipyard, Quincy, Massachusetts      | 22 tháng 2, 1943  | 1 tháng 5, 1943   | 30 tháng 6, 1943  |                   | Cải biến thành tàu vận chuyển cao tốc, xếp lại lớp APD-75 15 tháng 12, 1944 |
| Schmitt (DE-676)                         | Bethlehem, Fore River Shipyard, Quincy, Massachusetts      | 22 tháng 2, 1943  | 29 tháng 5, 1943  | 24 tháng 7, 1943  |                   | Cải biến thành tàu vận chuyển cao tốc, xếp lại lớp APD-76 24 tháng 1, 1945 |
| Frament (DE-677)                         | Bethlehem, Fore River Shipyard, Quincy, Massachusetts      | 1 tháng 5, 1943   | 28 tháng 6, 1943  | 15 tháng 8, 1943  |                   | Cải biến thành tàu vận chuyển cao tốc, xếp lại lớp APD-77 15 tháng 12, 1944 |
| Harmon (DE-678)                          | Bethlehem, Fore River Shipyard, Quincy, Massachusetts      | 31 tháng 5, 1943  | 25 tháng 7, 1943  | 31 tháng 8, 1943  | 25 tháng 3, 1947  | Rút đăng bạ 1 tháng 8, 1965; bán để tháo dỡ 30 tháng 1, 1967 |
| Greenwood (DE-679)                       | Bethlehem, Fore River Shipyard, Quincy, Massachusetts      | 29 tháng 6, 1943  | 21 tháng 8, 1943  | 25 tháng 9, 1943  | 20 tháng 2, 1967  | Rút đăng bạ 20 tháng 2, 1967; bán để tháo dỡ 6 tháng 9, 1967 |
| Loeser (DE-680)                          | Bethlehem, Fore River Shipyard, Quincy, Massachusetts      | 27 tháng 7, 1943  | 11 tháng 9, 1943  | 10 tháng 10, 1943 | 28 tháng 3, 1947  | Rút đăng bạ 23 tháng 8, 1968; đánh chìm như mục tiêu 1969 |
| Loeser (DE-680)                          | Bethlehem, Fore River Shipyard, Quincy, Massachusetts      | 27 tháng 7, 1943  | 11 tháng 9, 1943  | 9 tháng 3, 1951   | 23 tháng 8, 1968  | Rút đăng bạ 23 tháng 8, 1968; đánh chìm như mục tiêu 1969 |
| Gillette (DE-681)                        | Bethlehem, Fore River Shipyard, Quincy, Massachusetts      | 24 tháng 8, 1943  | 25 tháng 9, 1943  | 27 tháng 10, 1943 | 3 tháng 2, 1947   | Rút đăng bạ 1 tháng 12, 1972; bán để tháo dỡ 11 tháng 9, 1973 |
| Underhill (DE-682)                       | Bethlehem, Fore River Shipyard, Quincy, Massachusetts      | 16 tháng 9, 1943  | 15 tháng 10, 1943 | 15 tháng 11, 1943 |                   | Bị ngư lôi cảm tử Kaiten đánh chìm tại Luzon 24 tháng 7, 1945 |
| Henry R. Kenyon (DE-683)                 | Bethlehem, Fore River Shipyard, Quincy, Massachusetts      | 29 tháng 9, 1943  | 30 tháng 10, 1943 | 30 tháng 11, 1943 | 3 tháng 2, 1947   | Rút đăng bạ 1 tháng 12, 1969; bán để tháo dỡ 22 tháng 10, 1970 |
| Bull (DE-693)                            | Defoe Shipbuilding Company, Bay City, Michigan             | 15 tháng 12, 1942 | 25 tháng 3, 1943  | 12 tháng 8, 1943  |                   | Cải biến thành tàu vận chuyển cao tốc, xếp lại lớp APD-78 31 tháng 7, 1944 |
| Bunch (DE-694)                           | Defoe Shipbuilding Company, Bay City, Michigan             | 22 tháng 2, 1943  | 29 tháng 5, 1943  | 21 tháng 8, 1943  |                   | Cải biến thành tàu vận chuyển cao tốc, xếp lại lớp APD-79 31 tháng 7, 1944 |
| Rich (DE-695)                            | Defoe Shipbuilding Company, Bay City, Michigan             | 27 tháng 3, 1943  | 22 tháng 6, 1943  | 1 tháng 10, 1943  |                   | Đắm do trúng mìn tại bãi Utah, Normandy 8 tháng 6, 1944 |
| Spangler (DE-696)                        | Defoe Shipbuilding Company, Bay City, Michigan             | 28 tháng 4, 1943  | 15 tháng 7, 1943  | 31 tháng 10, 1943 | 8 tháng 10, 1958  | Rút đăng bạ 1 tháng 3, 1972; bán để tháo dỡ 20 tháng 11, 1972 |
| George (DE-697)                          | Defoe Shipbuilding Company, Bay City, Michigan             | 22 tháng 5, 1943  | 14 tháng 8, 1943  | 20 tháng 11, 1943 | 8 tháng 10, 1958  | Rút đăng bạ 1 tháng 11, 1969; bán để tháo dỡ 12 tháng 10, 1970 |
| Raby (DE-698)                            | Defoe Shipbuilding Company, Bay City, Michigan             | 7 tháng 6, 1943   | 4 tháng 9, 1943   | 7 tháng 12, 1943  | 22 tháng 12, 1953 | Xếp lại lớp DEC-698 2 tháng 11, 1949; xếp lại lớp DE-698 27 tháng 12, 1957. Rút đăng bạ 1 tháng 6, 1968; bán để tháo dỡ                                                                                |
| Marsh (DE-699)                           | Defoe Shipbuilding Company, Bay City, Michigan             | 23 tháng 6, 1943  | 25 tháng 9, 1943  | 12 tháng 1, 1944  | 1 tháng 8, 1962   | Rút đăng bạ 15 tháng 4, 1973; bán để tháo dỡ 20 tháng 2, 1974 |
| Currier (DE-700)                         | Defoe Shipbuilding Company, Bay City, Michigan             | 21 tháng 7, 1943  | 14 tháng 10, 1943 | 1 tháng 2, 1944   | 4 tháng 4, 1960   | Đánh chìm như mục tiêu ngoài khơi California 11 tháng 7, 1967 |
| Osmus (DE-701)                           | Defoe Shipbuilding Company, Bay City, Michigan             | 17 tháng 8, 1943  | 4 tháng 11, 1943  | 23 tháng 2, 1944  | 15 tháng 3, 1947  | Rút đăng bạ 1 tháng 12, 1972; bán để tháo dỡ 27 tháng 11, 1973 |
| Earl V. Johnson (DE-702)                 | Defoe Shipbuilding Company, Bay City, Michigan             | 7 tháng 9, 1943   | 24 tháng 11, 1943 | 18 tháng 3, 1944  | 18 tháng 6, 1946  | Rút đăng bạ 1 tháng 5, 1967; bán để tháo dỡ 3 tháng 9, 1968 |
| Holton (DE-703)                          | Defoe Shipbuilding Company, Bay City, Michigan             | 28 tháng 9, 1943  | 15 tháng 12, 1943 | 1 tháng 5, 1944   | 31 tháng 5, 1946  | Tháo dỡ |
| Cronin (DE-704)                          | Defoe Shipbuilding Company, Bay City, Michigan             | 19 tháng 10, 1943 | 5 tháng 1, 1944   | 5 tháng 5, 1944   | 31 tháng 5, 1946  | Xếp lại lớp DEC-704 13 tháng 9, 1950; xếp lại lớp DE-704 27 tháng 12, 1957. Rút đăng bạ 1 tháng 6, 1970; đánh chìm như mục tiêu 16 tháng 12, 1971                                                      |
| Cronin (DE-704)                          | Defoe Shipbuilding Company, Bay City, Michigan             | 19 tháng 10, 1943 | 5 tháng 1, 1944   | 9 tháng 2, 1951   | 4 tháng 12, 1953  | Xếp lại lớp DEC-704 13 tháng 9, 1950; xếp lại lớp DE-704 27 tháng 12, 1957. Rút đăng bạ 1 tháng 6, 1970; đánh chìm như mục tiêu 16 tháng 12, 1971                                                      |
| Frybarger (DE-705)                       | Defoe Shipbuilding Company, Bay City, Michigan             | 8 tháng 11, 1943  | 25 tháng 1, 1944  | 18 tháng 5, 1944  | 30 tháng 6, 1947  | Xếp lại lớp DEC-705 13 tháng 9, 1950; xếp lại lớp DE-705 27 tháng 12, 1957. Rút đăng bạ 1 tháng 12, 1972; bán để tháo dỡ 27 tháng 11, 1973                                                             |
| Frybarger (DE-705)                       | Defoe Shipbuilding Company, Bay City, Michigan             | 8 tháng 11, 1943  | 25 tháng 1, 1944  | 6 tháng 10, 1950  | 9 tháng 12, 1954  | Xếp lại lớp DEC-705 13 tháng 9, 1950; xếp lại lớp DE-705 27 tháng 12, 1957. Rút đăng bạ 1 tháng 12, 1972; bán để tháo dỡ 27 tháng 11, 1973                                                             |
| Tatum (DE-789)                           | Consolidated Steel Corporation, Orange, Texas              | 22 tháng 4, 1943  | 7 tháng 8, 1943   | 22 tháng 11, 1943 |                   | Cải biến thành tàu vận chuyển cao tốc; xếp lại lớp APD-81 15 tháng 12, 1944 |
| Borum (DE-790)                           | Consolidated Steel Corporation, Orange, Texas              | 28 tháng 4, 1943  | 14 tháng 8, 1943  | 30 tháng 11, 1943 | 15 tháng 6, 1946  | Cải biến thành tàu vận chuyển cao tốc và xếp lại lớp APD-82 hủy bỏ tháng 9, 1945. Rút đăng bạ 1 tháng 8, 1965; bán để tháo dỡ 1966                                                                     |
| Maloy (DE-791)                           | Consolidated Steel Corporation, Orange, Texas              | 10 tháng 5, 1943  | 18 tháng 8, 1943  | 13 tháng 12, 1943 | 28 tháng 5, 1965  | Cải biến thành tàu vận chuyển cao tốc và xếp lại lớp APD-83 hủy bỏ tháng 9, 1945. Xếp lại lớp EDE-791 14 tháng 8, 1946. Rút đăng bạ 1 tháng 6, 1965; bán để tháo dỡ 11 tháng 3, 1966                   |
| Haines (DE-792)                          | Consolidated Steel Corporation, Orange, Texas              | 17 tháng 5, 1943  | 26 tháng 8, 1943  | 27 tháng 12, 1943 |                   | Cải biến thành tàu vận chuyển cao tốc; xếp lại lớp APD-84 15 tháng 12, 1944 |
| Runels (DE-793)                          | Consolidated Steel Corporation, Orange, Texas              | 7 tháng 6, 1943   | 4 tháng 9, 1943   | 3 tháng 1, 1944   |                   | Cải biến thành tàu vận chuyển cao tốc, xếp lại lớp APD-85 24 tháng 1, 1945 |
| Hollis (DE-794)                          | Consolidated Steel Corporation, Orange, Texas              | 5 tháng 7, 1943   | 11 tháng 9, 1943  | 24 tháng 1, 1944  |                   | Cải biến thành tàu vận chuyển cao tốc; xếp lại lớp APD-86 24 tháng 1, 1945 |
| Gunason (DE-795)                         | Consolidated Steel Corporation, Orange, Texas              | 9 tháng 8, 1943   | 16 tháng 10, 1943 | 1 tháng 2, 1944   | 13 tháng 3, 1948  | Đánh chìm như mục tiêu 28 tháng 7, 1973; rút đăng bạ 1 tháng 9, 1973 |
| Major (DE-796)                           | Consolidated Steel Corporation, Orange, Texas              | 16 tháng 8, 1943  | 23 tháng 10, 1943 | 12 tháng 2, 1944  | 13 tháng 3, 1948  | Rút đăng bạ 1 tháng 12, 1972; bán để tháo dỡ 27 tháng 11, 1973 |
| Weeden (DE-797)                          | Consolidated Steel Corporation, Orange, Texas              | 18 tháng 8, 1943  | 27 tháng 10, 1943 | 19 tháng 2, 1944  | 9 tháng 5, 1946   | Rút đăng bạ 30 tháng 6, 1968; bán để tháo dỡ 27 tháng 10, 1969 |
| Weeden (DE-797)                          | Consolidated Steel Corporation, Orange, Texas              | 18 tháng 8, 1943  | 27 tháng 10, 1943 | 20 tháng 11, 1946 | 26 tháng 2, 1958  | Rút đăng bạ 30 tháng 6, 1968; bán để tháo dỡ 27 tháng 10, 1969 |
| Varian (DE-798)                          | Consolidated Steel Corporation, Orange, Texas              | 27 tháng 8, 1943  | 6 tháng 11, 1943  | 29 tháng 2, 1944  | 15 tháng 3, 1946  | Rút đăng bạ 1 tháng 12, 1972; bán để tháo dỡ 12 tháng 1, 1974 |
| Scroggins (DE-799)                       | Consolidated Steel Corporation, Orange, Texas              | 4 tháng 9, 1943   | 6 tháng 11, 1943  | 30 tháng 3, 1944  | 15 tháng 6, 1946  | Rút đăng bạ 1 tháng 7, 1965; bán để tháo dỡ 5 tháng 4, 1967 |
| Jack W. Wilke (DE-800)                   | Consolidated Steel Corporation, Orange, Texas              | 18 tháng 10, 1943 | 18 tháng 12, 1943 | 7 tháng 3, 1944   | 24 tháng 5, 1960  | Rút đăng bạ 1 tháng 8, 1972; bán để tháo dỡ 4 tháng 3, 1974 |